# James Saumarez (4e baron de Saumarez)
James St Vincent Saumarez, 4e baron de Saumarez (17 juillet 1843 - 25 avril 1937), est un diplomate et pair britannique, pendant environ quarante-cinq ans membre de la Chambre des lords. Le nom se prononce « Sommerez ».

## Jeunesse
Né à Londres, alors que ses parents vivent à 41, Prince's Gate, South Kensington Saumarez est un petit-fils de l'amiral James Saumarez (1757-1836), pour qui la pairie est créée, et est le fils aîné du colonel John Saumarez, 3e baron de Saumarez, officier de l'armée, de son mariage avec Caroline Esther Rhodes, fille de William Rhodes. Il fait ses études au Collège d'Eton, Cheltenham College et Trinity College, Cambridge, où il s'inscrit pendant le Carême de 1861 et obtient son BA en 1863, promu MA en 1867.

## Carrière

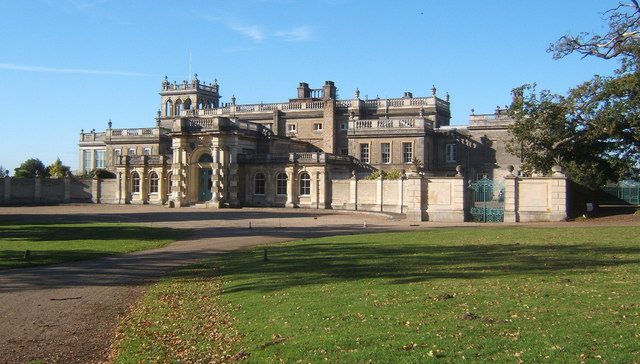
Shrubland Hall, hérité par Lady de Saumarez en 1887

Après avoir atteint le grade de capitaine dans les Grenadier Guards, Saumarez rejoint le Service diplomatique en 1867. Ses affectations à l'étranger sont à Paris (1868), Berlin (1872), Athènes (1873), Japon (1875), Paris et Rome (1880) et Bruxelles (1881). En 1869, achète le Parc de Saumarez et le domaine Le Guet à Castel sur l'île de Guernesey, après que son père, le troisième baron, ait mis la propriété en vente. Le 10 octobre 1882, alors qu'il est deuxième secrétaire de l'ambassade britannique auprès du roi des Belges, Saumarez épouse Jane Anne Broke, fille aînée du capitaine Charles Acton Vere-Broke et petite-fille d'un autre officier de la Royal Navy, l'amiral Philip Broke, "Broke of the Shannon ". Il prend sa retraite du corps diplomatique en 1885, et en 1891 succède à son père comme baron de Saumarez et comme baronnet ,. En 1887, à la mort de son oncle, l'amiral George Broke-Middleton, sa femme hérite de Shrubland Hall, Broke Hall et Livermore Park dans le Suffolk.
Avec sa femme, Saumarez a trois filles, Evelyn (1883-1934), Marion (née en 1885) et Gladys (1887-1975), et enfin un fils, James St Vincent Broke Saumarez (1889-1969) .
Il passe de nombreuses années à développer le parc Saumarez, notamment à y construire une maison et un temple japonais. Il a acquis le temple au Japon, l'a fait démonter et expédier en Europe, puis le reconstruit sur son domaine de Guernesey. En 1912, son portrait est peint par Thérèse Geraldy. Il meurt au parc Saumarez en 1937, et est remplacé par son fils, James.
Saumarez a plusieurs petits-enfants de son fils et de sa fille Evelyn. Sa petite-fille Christine Saumarez épouse le cavalier Harry Llewellyn et est la mère de Dai et Roddy Llewellyn. Il est également l'arrière-grand-père de l'actuel pair, Eric Saumarez, 7e baron de Saumarez.